# Himantolophus
Himantolophus is een geslacht van straalvinnige vissen uit de familie van voetbalvissen (Himantolophidae). Het geslacht is voor het eerst wetenschappelijk beschreven in 1838 door Reinhardt.

## Soorten
- Himantolophus albinares Maul, 1961
- Himantolophus appelii (Clarke, 1878)
- Himantolophus azurlucens Beebe & Crane, 1947
- Himantolophus borealis Kharin, 1984
- Himantolophus brevirostris (Regan, 1925)
- Himantolophus compressus (Osório, 1912)
- Himantolophus cornifer Bertelsen & Krefft, 1988
- Himantolophus crinitus Bertelsen & Krefft, 1988
- Himantolophus danae Regan & Trewavas, 1932
- Himantolophus groenlandicus Reinhardt, 1837
- Himantolophus litoceras Stewart & Pietsch, 2010
- Himantolophus macroceras Bertelsen & Krefft, 1988
- Himantolophus macroceratoides Bertelsen & Krefft, 1988
- Himantolophus mauli Bertelsen & Krefft, 1988
- Himantolophus melanolophus Bertelsen & Krefft, 1988
- Himantolophus multifurcatus Bertelsen & Krefft, 1988
- Himantolophus nigricornis Bertelsen & Krefft, 1988
- Himantolophus paucifilosus Bertelsen & Krefft, 1988
- Himantolophus pseudalbinares Bertelsen & Krefft, 1988
- Himantolophus sagamius (Tanaka, 1918)
- Himantolophus stewarti Pietsch & Kenaley, 2011